# Краснооктябрьское сельское поселение (Челябинская область)
Краснооктябрьское се́льское поселе́ние — муниципальное образование в Варненском районе Челябинской области Российской Федерации. В рамках административно-территориального устройства муниципальное образование  соответствует административно-территориальной единице Краснооктябрьский сельсовет.
Административный центр — посёлок Красный Октябрь.

## История
Статус и границы сельского поселения установлены Законом Челябинской области от 9 июля 2004 года № 240-ЗО «О статусе и границах Варненского муниципального района и сельских поселений в его составе».

## Население
| 2002  | 2010  | 2011  | 2012  | 2013  | 2014  | 2015  |
| ----- | ----- | ----- | ----- | ----- | ----- | ----- |
| 2307  | ↘1898 | ↘1892 | ↘1824 | ↘1799 | ↘1730 | ↘1673 |
| 2016  | 2017  | 2018  | 2019  | 2020  | 2021  |       |
| ↘1652 | ↘1618 | →1618 | ↘1579 | ↘1546 | ↘1387 |       |

## Состав сельского поселения
| № | Населённый пункт   | Тип населённого пункта          | Население |
| - | ------------------ | ------------------------------- | --------- |
| 1 | Белоглинка         | посёлок                         | ↘209      |
| 2 | Городище           | село                            | ↘328      |
| 3 | Камышинка          | посёлок                         | ↘69       |
| 4 | Красный Октябрь    | посёлок, административный центр | ↘783      |
| 5 | Нововладимировский | посёлок                         | ↗262      |
| 6 | Ракитный           | посёлок                         | ↘247      |